# Примірник (комп'ютерні науки)
У комп’ютерній системі кожен раз, коли на основі певної моделі створюється новий контекст, кажуть, що примірник (екземпляр) моделі створено. На практиці цей примірник зазвичай має структуру даних, спільну з іншими примірниками, але значення, що зберігаються в примірниках, є різними. Зміна значень в одному примірнику не вплине на значення іншого примірника. Примірник комп’ютера може бути станом програмного забезпечення або апаратним забезпеченням, яке може запускати блоковий код, наприклад ЦП, ГП або віртуальна машина. 

## Комп'ютерна графіка
У комп’ютерній графіці полігональна модель може бути створена для того, щоб бути намалюваною кілька разів у різних місцях на сцені. Це техніка, яку можна використовувати для покращення продуктивності візуалізації, оскільки робота, необхідна для відображення кожного примірника, накладається.

## Об'єктно-орієнтоване програмування
В об’єктно-орієнтованому програмуванні (ООП) примірник — це конкретне виникнення будь-якого об’єкта, який зазвичай існує під час виконання комп’ютерної програми. Формально «примірник» є синонімом «об’єкта», оскільки кожен з них є певним значенням (реалізацією), і їх можна назвати примірником об’єкта; "примірник" підкреслює чітку ідентичність об'єкта. Створення примірника називається інстанціюванням (instantiation).
Об’єкт можна змінювати кількома способами. Кожна реалізована варіація цього об’єкта є примірником його класу. Тобто це член даного класу, який має вказані значення, а не змінні. У непрограмному контексті ви можете розглядати «собаку» як тип, а вашу конкретну собаку — як примірник цього класу.
У програмуванні на основі класів об'єкти створюються як примірники класів за допомогою підпрограм, які називаються конструкторами, і знищуються деструкторами . Об’єкт є примірником класу, оскільки він може отримати доступ до всіх типів даних (примітивних і непримітивних), методів тощо класу. Тому об'єкти можна назвати примірниками класу або об'єктами класу. Створення об’єкта називається конструкцією (construction). Не всі класи можуть бути створені – абстрактні класи не можуть бути створені, тоді як класи, які можуть бути створені, називаються конкретними класами. У програмуванні на основі прототипу створення примірника виконується шляхом копіювання (клонування) примірника прототипу.

## Операційні системи
У контексті операційних систем, орієнтованих на POSIX, термін «примірник (програма)» зазвичай відноситься до будь-якого виконуваного процесу, що створений з цієї програми (через системні виклики, наприклад fork() і exec() ); тобто кожен процес, що виконується в ОС, є примірником деякої програми, з якої він створений.